# Pronectria
Pronectria is een geslacht behorend tot de familie Bionectriaceae van de ascomyceten. Het typesoort is Pronectria lichenicola.

## Genera
Volgens Index Fungorum telt het geslacht 46 soorten (peildatum februari 2023):
| Soortnaam                     | Auteur(s)                                       | Publicatiejaar |
| ----------------------------- | ----------------------------------------------- | -------------- |
| Pronectria algicola           | Vondráková, A. Naumovich & Khodos.              | 2012           |
| Pronectria anisospora         | (Lowen) Lowen                                   | 1990           |
| Pronectria biglobosa          | Etayo                                           | 2017           |
| Pronectria caloplacae         | Khodos., Vondrák & Naumovich                    | 2012           |
| Pronectria casaresii          | Etayo                                           | 1998           |
| Pronectria collematis         | Etayo & Brackel                                 | 2010           |
| Pronectria dillmaniae         | Zhurb.                                          | 2005           |
| Pronectria diplococca         | Kocourk., Khodos., Naumovich, Vondrák & Motiej. | 2012           |
| Pronectria echinulata         | Lowen                                           | 1999           |
| Pronectria erythrinella       | (Nyl.) Lowen                                    | 1990           |
| Pronectria etayoi             | E. Zimm. & F. Berger                            | 2020           |
| Pronectria fragmospora        | Etayo                                           | 2008           |
| Pronectria gromakovae         | Darmostuk                                       | 2021           |
| Pronectria hymeniicola        | Etayo                                           | 2010           |
| Pronectria invisibilis        | Etayo                                           | 2008           |
| Pronectria japonica           | Zhurb., Tadome & Y. Ohmura                      | 2018           |
| Pronectria lecideicola        | Zhurb.                                          | 2009           |
| Pronectria leptaleae          | (J. Steiner) Lowen                              | 1990           |
| Pronectria leptogii           | Etayo                                           | 2002           |
| Pronectria lichenicola        | (Ces.) Clem.                                    | 1931           |
| Pronectria microspora         | Etayo                                           | 2002           |
| Pronectria minuta             | Motiej. & Kukwa                                 | 2008           |
| Pronectria neofissuriprodiens | F. Berger & E. Zimm.                            | 2016           |
| Pronectria occulta            | Etayo                                           | 2008           |
| Pronectria oligospora         | Lowen & Rogerson                                | 1995           |
| Pronectria parmotrematis      | Etayo                                           | 2001           |
| Pronectria pedemontana        | Brackel                                         | 2013           |
| Pronectria pertusariicola     | Lowen                                           | 1999           |
| Pronectria pilosa             | Etayo & López de Silanes                        | 2009           |
| Pronectria pycnidioidea       | Etayo                                           | 2017           |
| Pronectria rhizocarpicola     | Brackel                                         | 2013           |
| Pronectria robergei           | (Mont. & Desm.) Lowen                           | 1990           |
| Pronectria rolfiana           | Etayo                                           | 2010           |
| Pronectria roseopunctata      | Etayo                                           | 2002           |
| Pronectria santessonii        | (Lowen & D. Hawksw.) Lowen                      | 1990           |
| Pronectria sticticola         | Etayo                                           | 2002           |
| Pronectria tenacis            | (Vouaux) Lowen                                  | 1990           |
| Pronectria tenuispora         | (D. Hawksw.) Lowen                              | 1990           |
| Pronectria terrestris         | Lowen & Diederich                               | 1990           |
| Pronectria tibellii           | Zhurb.                                          | 2004           |
| Pronectria tincta             | (Fuckel) Lowen                                  | 1990           |
| Pronectria toniniae           | Etayo                                           | 2010           |
| Pronectria verrucariae        | (Vouaux) Lowen                                  | 1990           |
| Pronectria walkerorum         | Zhurb.                                          | 2005           |
| Pronectria xanthoriae         | Lowen & Diederich                               | 1990           |
| Pronectria zhurbenkoi         | Brackel                                         | 2015           |